# Monrovia
Monrovia Libéria fővárosa és legnépesebb városa. Itt található a libériai közigazgatás központja. 2003-ban lakóinak száma 572 000 fő volt.

## Földrajz
Nyugat-Afrikában, az Atlanti-óceán partján, a Mesurado-folyó déli oldalán lévő keskeny földsávon épült.
Éghajlata egyenlítői, az évi középhőmérséklet 26 Celsius-fok. Az éghajlatra jellemző az állandó fülledt hőség, és a sok csapadék. A szinte mindennapos délutáni záporok csupán januártól márciusig gyengébbek és ritkábbak.
| Hónap                                 | Jan. | Feb. | Már. | Ápr. | Máj. | Jún. | Júl. | Aug. | Szep. | Okt. | Nov. | Dec. | Év   |
| ------------------------------------- | ---- | ---- | ---- | ---- | ---- | ---- | ---- | ---- | ----- | ---- | ---- | ---- | ---- |
| Rekord max. hőmérséklet (°C)          | 32,0 | 33,0 | 32,0 | 33,0 | 34,0 | 31,0 | 29,0 | 30,0 | 29,0  | 30,0 | 32,0 | 32,0 | 34,0 |
| Átlagos max. hőmérséklet (°C)         | 30,0 | 29,0 | 31,0 | 31,0 | 30,0 | 27,0 | 27,0 | 27,0 | 27,0  | 28,0 | 29,0 | 30,0 | 28,8 |
| Átlaghőmérséklet (°C)                 | 25,9 | 26,4 | 26,9 | 26,4 | 25,4 | 25,5 | 24,4 | 25,0 | 25,0  | 25,5 | 26,0 | 26,0 | 25,7 |
| Átlagos min. hőmérséklet (°C)         | 23,0 | 23,0 | 23,0 | 23,0 | 22,0 | 23,0 | 22,0 | 23,0 | 22,0  | 22,0 | 23,0 | 23,0 | 22,7 |
| Rekord min. hőmérséklet (°C)          | 13,0 | 20,0 | 19,0 | 16,0 | 16,0 | 18,0 | 16,0 | 18,0 | 18,0  | 19,0 | 16,0 | 14,0 | 13,0 |
| Átl. csapadékmennyiség (mm)           | 31   | 56   | 97   | 216  | 516  | 973  | 996  | 373  | 744   | 772  | 236  | 130  | 5140 |
| Forrás: BBC Weather, Climate-Data.org |      |      |      |      |      |      |      |      |       |      |      |      |      |

## Történelem
Monroviát Amerikából érkező felszabadított rabszolgák 1822-ben alapították az egykori Borsparton, és a kis telepet 1824-ben nevezték el az Egyesült Államok akkori elnökéről, James Monroe-ról.
Monrovia 1847-ben vált névleg függetlenné.

## Gazdaság

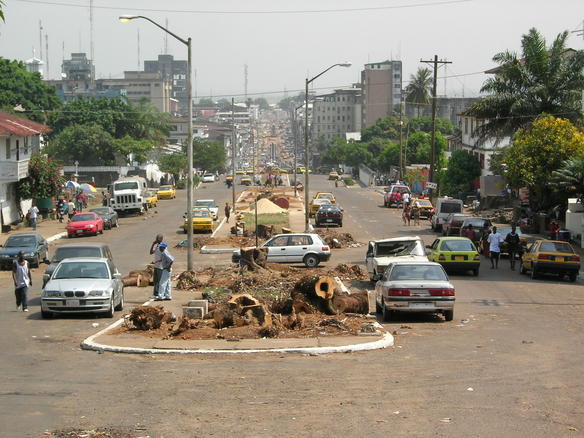
Monrovia

A város gazdaságának központja a kikötő. Monrovia Libéria pénzügyi központja. Itt található a Bank of Liberia központja is. A városban van a Monrovia City Corporation központja, amely sok szolgáltatást biztosít a városban.

## Kormányzat
A város polgármestere Clara Doe-Mvogo.

## Kultúra
A városban található a libériai Nemzeti Múzeum és a Libériai Egyetem. A kulturális központ Providence Island-en van. a városban van egy állatkert, valamint több strand. Itt található Afrika egyik legnagyobb stadionja, mely mintegy 40 000 főt képes befogadni.

## Média
Több heti- és napilap székhelye. Az információk jelentős része rádión és televízión jut el a lakossághoz, bár ezt nehezíti a gyakori áramkimaradás. Libéria első 24 órás műsorszórású rádiója, az UNMIL Radio 2003. október 1-jén indult el.

## Infrastruktúra
Hajón elérhető Monroviából Greenville és Harper városa. A legközelebbi repülőtér a 60 km-re, Robertsfieldnél található Roberts nemzetközi repülőtér. Monroviából több jelentős főút- és vasútvonal indul ki, melyek segítségével jó összeköttetés van az ország többi részével. Privát taxik és minibuszok is járnak a városban.

## Testvértelepülések
- Dayton (Ohio), USA
- Tajpej, Tajvan